# Обермелер
Обермелер (нем. Obermehler) — община в Германии, в земле Тюрингия. 
Входит в состав района Унструт-Хайних. Подчиняется управлению Шлотайм.  Население составляет 957 человек (на 31 декабря 2010 года). Занимает площадь 21,64 км².
Община подразделяется на 3 сельских округа.